# Macrochiron sargassi
Macrochiron sargassi is een eenoogkreeftjessoort uit de familie van de Macrochironidae. De wetenschappelijke naam van de soort werd in 1916 voor het eerst geldig gepubliceerd door Georg Ossian Sars.